# Privê Atlântico
Privê Atlântico é um condomínio horizontal fechado localizado na região sul de Goiânia.
Construído em 1978, foi o primeiro em sua categoria em Goiânia. Seu centro comercial é constituído de um supermercado, uma panificadora, um centro de estética, um salão de beleza e uma clínica veterinária.
Segundo dados do Instituto Brasileiro de Geografia e Estatística (IBGE), divulgados pela prefeitura, no Censo 2010 a população do Privê Atlântico era de 1 279 pessoas.